# Trachymyrmex levis
Trachymyrmex levis är en myrart som beskrevs av Weber 1938. Trachymyrmex levis ingår i släktet Trachymyrmex och familjen myror. Inga underarter finns listade i Catalogue of Life.